# Kleiner Solstein
Le Kleiner Solstein est une montagne qui s'élève à 2 637 m d'altitude. Il est le point culminant du chaînon de la Nordkette, dans le massif des Karwendel, au nord d'Innsbruck en Autriche.